# Jenom sympaťáci...
Jenom sympaťáci… (v anglickém originále Only the Good…) je osmá epizoda osmé série (a celkově padesátá druhá v rámci seriálu) britského kultovního sci-fi seriálu / sitcomu Červený trpaslík.
Scénář napsal Doug Naylor, režie Ed Bye. Epizoda byla poprvé odvysílána na kanále BBC2 5. dubna 1999.

## Námět
Původní parta kosmických dobrodruhů (Lister, Rimmer, Kocour, Kochanská, Kryton) si odpykává trest, musí plnit různé úkoly. Poté, co Rimmer a Lister vypijí Baxterovu pálenku, hrozí jim od něj nebezpečí pomsty. Červeného trpaslíka napadl chameleónský korozivní virus, který loď postupně rozežírá. Protilátka se nachází v zrcadlovém vesmíru, kam se přátelé chtějí společně vydat, nakonec se to podaří pouze Rimmerovi.

## Děj epizody
Kosmickou loď SS Hermes opouští záchranný modul s poselstvím:
JEDINÝ ZÁCHRANNÝ MODUL KOSMICKÉ LODI HERMES – ČLENŮ POSÁDKY: JEDEN. LOĎ ZNIČENA CHAMELEÓNSKÝM MIKROBEM. OPRAVUJI: CHUMELEÓNSKÝM MIKROBEM. OPRAVUJI: NĚČÍM DIVNÝM Z VESMÍRU, CO MĚNÍ TVAR. VEŠKERÁ NEPODSTATNÁ ELEKTRONICKÁ ZAŘÍZENÍ MIMO PROVOZ VČETNĚ KONTROLY PRAVOPISU. KONEC ZPRÁVY.
O 6 hodin později jej zachytí Červený trpaslík. V modulu je vyleptána velká díra.
Arnold Rimmer je v podmínce a obsluhuje nemocného kapitána Hollistera. Nese mu několik formulářů k podpisu, mezi nimi i svůj propouštěcí rozkaz. Hollister si toho všimne a v následné debatě se Rimmer přizná, že touží být jednou důstojníkem, potažmo kapitánem a mít vlastní loď. Kapitán Hollister Rimmerovi otevřeně řekne, že na to nikdy mít nebude, ať se raději zaměří na něco jiného. Do kajuty vstoupí Talia a Rimmer je poslán pryč. Při odchodu si neodpustí jedovatou poznámku, zda nemá přinést čaj, kávu či balíček kondomů.
Naštvaný Rimmer to nemůže překousnout a ukradne čokoládovou tyčinku z výdejního automatu. Automat spustí poplach a Arnold se s ním chvíli dohaduje. Automat mu slibuje pomstu. Rimmer reaguje slovy, že až se tak stane, bude on kapitánem Červeného trpaslíka.
Kocour si stěžuje ostatním, že vykonává namáhavou práci, na kterou není zvyklý. Nahrává hudební desky do palubního rádia a každých 45 minut musí desku vzít a vyměnit za jinou.
Dave Lister poradí Krytonovi dárek pro Kochanskou, která má zrovna menzes. Kryton jí přichystá bombastické uvítání a ozdobený tampon jako dárek. Když Kristina neprojevuje očekávané nadšení, Krytonovi dojde, že si z něj Lister vystřelil. Společně s Kochanskou zosnovují odvetu.
Rimmer a Lister sedí v cele a hrají dámu. Holly jim oznámí, že během deseti minut bude kontrola cel. Jen co to dořekne, vstoupí do cely dozorce a sdělí totéž. Lister je upozorněn na vzkaz od Krytona. Stojí v něm, že ukradl Baxterovi načerno pálenou kořalku a ukryl ji v jejich společné cele ve sprše.
Zděšený Rimmer se s Listerem přesvědčí, že Kryton nelže, odhalí tři velké plné nádoby. Pokusí se je vylít do odpadu. Po vylití objemu jedné láhve je nádrž plná. Jelikož nechtějí být během prohlídky přistiženi s načerno vypáleným alkoholem, rozhodnou se zbývající láhve vypít.
O PĚT MINUT POZDĚJI:
Správce vězeňského patra Ackerman provádí kontrolu cel. Rimmer a Lister jsou silně opilí. Ackerman je nechá odeslat do nemocniční sekce na vypumpování žaludku.
Baxter se svými kumpány přistoupí ke Kocourovi, Kochanské a Krytonovi. Vezme do rukou jejich koblihy a rozmačká je, aby jim ukázal, co čeká Listera s Rimmerem za to, že mu ukradli pálenku. Kocour to nepochopí:
„Rozmáčkneš jim koblihy? To jednoho naštve.“
Kryton má špatné svědomí. Možné řešení je útěk. Kochanské s Krytonem se podaří dostat na ošetřovnu a domlouvají s Listerem a Rimmerem únik z lodi. Kocour se objeví za chvíli a nyní se může pětice pokusit utéct. Na útěku odhalí ve vzdálené chodbě účinky chameleonského viru, jenž postupně rozežírá loď. Lister navrhuje návrat, aby mohli upozornit na nebezpečí kapitána. Jediný Rimmer nesouhlasí.
Kapitán Hollister má proslov k nastoupeným vězňům. Informuje je o stavu, v jakém se loď nachází. Většina vězňů zemře, protože kosmické plavidlo nemá dostatek evakuačních člunů.
Čluny opouští Červeného trpaslíka. Kryton odebere vzorek viru do skleněné zkumavky. Zkumavka se nerozleptá. Kochanskou napadne, že by mohli nalézt potřebnou protilátku v zrcadlovém vesmíru.
Kryton otevře portál do opačného vesmíru přístrojem v kapitánově kajutě. Rimmer jde se vzorkem viru první, vzápětí se přístroj porouchá a portál se uzavře. Android odhaduje, že mu zabere 20 minut, aby uvedl zařízení zpět do provozu.
V zrcadlovém vesmíru je nyní Rimmer kapitánem kosmické lodi a Hollister hraje roli Rimmera. Kristina Kochanská je blondýnou a Kocour geniálním profesorem. Napíše Rimmerovi vzorec látky na papír.
Rimmer se vrací zrcadlem zpět do svého vesmíru. Loď se hroutí a všichni jsou pryč. Jídelní automat mu prozradí, že všichni přešli do zrcadlového vesmíru a on je nyní na lodi důstojník s nejvyšší hodností a přebírá funkci kapitána. Rimmer potřebuje vyrobit protilátku ze získaného vzorce, avšak automat jej vyvede z omylu: vzorec protilátky se změnil zpět na vzorec viru. Vypálí plechovku nápoje a zasáhne Rimmera do hlavy. Pomsta, kterou Rimmerovi sliboval je dokonána. Zničený Rimmer se hroutí na zem, zdá se, že vše je ztraceno.
K Rimmerovi přistoupí postava v rouchu a s kosou na rameni. Pomůže Rimmerovi na nohy.
„Arnolde Jidáši Rimmere, tvůj život je u konce. Pojď se mnou! Půjdeme k řece Styx, kde vložíš minci…“
Rimmer postavu nakopne do rozkroku a se slovy „Dneska ne, kamaráde. Jenom sympaťáci umírají mladí!“ se otočí a mizí pryč.
Smrtka se obtížně zvedá a láteří:
„To se mi ještě nikdy nestalo!“
THE END? THE SMEG IT IS…
KONEC?…TO URČITĚ!

## Produkce
Tato epizoda byla vícekrát přepisována ve scénáři a také přetáčena. Původní vyvrcholení epizody titulované „Země“ (angl. Earth) mělo být nouzové přistání posádky Červeného trpaslíka na Zemi. Takový scénář však byl posouzen jako příliš nákladný pro nafilmování a tak se závěr přepisoval. Jednou z alternativ byl návrat hrdinného Rimmerova alter-ega Eso Rimmera – ale ani ta nebyla natočena. V konečné fázi epizody se nakonec představila postava Smrtky.
Závěr epizody je tzv. cliffhanger (otevřený, nevyjasněný konec).

## Alternativní konec epizody
Alternativní závěr epizody (v němž posádka Červeného trpaslíka přežije), k němuž se napsal scénář a natočil se, byl vystřižen na poslední chvíli. Tuto část lze zhlédnout na DVD 8. série („Special Features“) a na YouTube.
V této verzi si Rimmer zapamatuje protilátku k viru, jenž požírá Červeného trpaslíka. Zabere mu 2 hodiny, než si zapamatuje její název (musí často přeskakovat do zrcadlového vesmíru, neboť v běžném vesmíru se chemický vzorec protilátky ihned změní na chem. vzorec viru). Nakonec to Rimmer stihne v pravý čas a Kryton vyrobí potřebnou protilátku.
Těžařská loď je zachráněna a Rimmer se usídlí v kapitánově kajutě. Lister, Kocour a Kochanská oslavují přežití. Už nejsou vězni a mohou se volně pohybovat po lodi. Kryton se opět ujme žehlení.
Mezitím kapitán Hollister a zbytek důstojníků bezmocně sleduje mateřskou loď ze svých Kosmiků a Modrých skrčků (menší planetární a úniková plavidla), kterými se evakuovali z rozkládajícího se obřího plavidla. Kryton se mrkne na jejich početnou flotilu a zeptá se Rimmera, jestli by nemohli zpomalit, aby se flotila s důstojníky mohla zpátky nalodit. Rimmer, v narážce na Horatia Nelsona v bitvě u Kodaně odpoví: „Motory na plný výkon, pane Krytone, žádné lodě nevidím!“
Alternativní verze končí v momentě, kdy se Rimmer snaží srovnat u výdejního automatu dluh z minulosti. Ten po něm vystřelí plechovku, která jej trefí do zátylku a Rimmer upadne do bezvědomí.

## Kulturní odkazy
- Arnold Rimmer zmíní TV film USA z r. 1971 Duel (režie Steven Spielberg).

## Herecké obsazení
V epizodě „Jenom sympaťáci..“ vystupují mimo stálé herce i další, z nichž někteří se účastnili již natáčení v předchozích dílech, kde ztvárnili posádku Červeného trpaslíka.
| Herec / herečka | Hraje           | Role                                         |
| --------------- | --------------- | -------------------------------------------- |
| Mac McDonald    | Frank Hollister | kapitán Červeného trpaslíka                  |
| Ricky Grover    | Baxter          | obávaný vězeň                                |
| Graham McTavish | Ackerman        | velitel vězeňské sekce na 13. etáži          |
| Tony Slattery   |                 | hlas výdejního automatu s umělou inteligencí |
| David Verrey    | Velké maso      | jeden z vězňů, kterého provokuje Kocour      |
| Heidi Monsen    | Talia Garrett   | kapitánova spirituální sestra                |